# Sasha Grey (álbum)
Sasha Grey é o segundo EP lançado pela banda paulista Vespas Mandarinas. Batizado com o nome da famosa  atriz pornográfica americana, o disco composto por quatro faixas se tornou bastante famoso, dando reconhecimento à banda e levando o grupo a assinar com a Deckdisc.

## Faixas
| N.º            | Título                                                    | Duração |  |
| 1.             | "Sasha Grey"                                              | 3:11    |  |
| 2.             | "Antes Que Você Conte Até Dez (Antes de que Cuente Diez)" | 4:58    |  |
| 3.             | "Beijar Seus Pés"                                         | 2:08    |  |
| 4.             | "Quarta Parada"                                           | 3:09    |  |
| Duração total: | Duração total:                                            | 13:26   |  |

## Vespas Mandarinas
- Thadeu Meneghini - Vocal e guitarra
- Chuck Hipolitho - Guitarra e vocal
- Flavio Guarnieri - Baixo
- André Déa -  Bateria